# Hans-Bernd Brosius
Hans-Bernd Brosius (* 22. August 1957 in Bocholt) ist ein deutscher Kommunikationswissenschaftler und Hochschullehrer.

## Leben
Brosius ist Sohn des Großhandelskaufmanns Paul Brosius und seiner Frau Agnes. Er absolvierte zunächst von 1967 bis 1976 das St.-Georg-Gymnasium Bocholt und anschließend ein Studium der Psychologie, Philosophie, Pädagogik und Medizin an der Westfälischen Wilhelms-Universität Münster. 1980 erlangte er das Diplom in Psychologie, 1983 wurde er mit einer Dissertation zum Thema Augenbewegung und Informationsverarbeitung zum Dr. phil. promoviert. Danach wechselte er an die Universität Mainz, an der er 1994 mit der Arbeit Alltagsrationalität in der Nachrichtenrezeption. Ein Modell der Wahrnehmung und Verarbeitung von Nachrichteninhalten habilitiert wurde. Im Juni 1991 erhielt er den Heinz-Maier-Leibnitz-Preis des Bundesministers für Bildung und Wissenschaft zur Förderung des wissenschaftlichen Nachwuchses.
Brosius hatte von 1995 bis 2004 die Leitung des Medien Instituts Ludwigshafen inne. 1996 erfolgte die Ernennung zum Professor für empirische Kommunikationsforschung an der Ludwig-Maximilians-Universität München. Zu seinen Verdiensten zählt unter anderem auch die Mitgestaltung der Neuausrichtung der Kommunikationswissenschaft an der Münchener Universität. Von 2001 bis 2021 war er dort Dekan. Von 1996 bis 1998 war er stellvertretender Vorsitzender und anschließend bis 2002 Vorsitzender der Deutschen Gesellschaft für Publizistik- und Kommunikationswissenschaft. Er erhielt diverse Rufe an andere Universitäten, die er ablehnte, beispielsweise an die Universitäten von Zürich, Düsseldorf, Erfurt oder Jena.
Zu seinen Schülern zählen unter anderem Andreas Fahr, Patrick Rössler und Constanze Rossmann.

## Werke (Auswahl)
- Verarbeitung visuell präsentierter Szenen. Lit, Münster 1983, ISBN 978-3-88660-018-2.
- Alltagsrationalität in der Nachrichtenrezeption. Ein Modell der Wahrnehmung und Verarbeitung von Nachrichteninhalten. Westdeutscher Verlag, Opladen 1995 ISBN 978-3-531-12690-6.
- mit Frank Esser: Eskalation durch Berichterstattung. Massenmedien und fremdenfeindliche Gewalt. Westdeutscher Verlag, Opladen 1995, ISBN 978-3-531-12685-2.
- mit Günter Bentele und Otfried Jarren (Hrsg.): Lexikon Kommunikations- und Medienwissenschaft, VS, Wiesbaden 2006, ISBN 978-3-531-13535-9.
- mit Alexander Haas und Friederike Koschel: Methoden der empirischen Kommunikationsforschung. Eine Einführung. 7. Auflage, Springer VS, Wiesbaden 2016, ISBN 978-3-531-19995-5.